# Ġlormu Cassar
Ġlormu Cassar (auch Girolamo oder Gerolamo) (* um 1520 in Gudja; † 1586–92) war der erste maltesische Architekt.
Seine Vorfahren stammten von Sizilien und waren um 1440 nach Malta gekommen.
Nach der Belagerung von Malta (1565) half er Francesco Laparelli beim Wiederaufbau der zerstörten Festungen und beim Bau der Festungsstadt Valletta. Er erfand auch einige Kriegsmaschinen.
Mit seiner Gattin Mattea und zwei Söhnen (Vittorio wurde später auch Architekt) und drei Töchtern lebte er in Valletta in der Strada Pia (heute Melita Str.).
Nachdem Laparelli 1569 Malta verlassen hatte, übernahm er dessen Arbeit. Die Befestigungen waren größtenteils fertig und der Orden suchte nun jemand, der die Gebäude der Stadt entwerfen kann. Da er nie sakrale oder zivile Gebäude entworfen hatte, sandte der Orden ihn nach Italien. Man unterstellte, dass er die Renaissancebauten in Rom und Neapel studieren würde. Möglicherweise verließ er Malta am 23. April 1569. Es ist aber nicht dokumentiert, dass er je die Insel verlassen hätte. Seine Gebäude weisen aber Ähnlichkeiten im Stil der italienischen Architektur auf. Bis Ende 1569 muss er wieder zurückgekehrt sein.
Neben Bäckereien, Mühlen und privaten Häusern werden ihm in Valletta folgende Bauten zugeschrieben:
- Auberge de Castille, Leon et Portugal (1574) an der „Piazza de Castille“ war der Palast der „Ritter der spanischen und der portugiesischen Zunge“. Sie war ursprünglich im geradlinigen, unauffälligen Renaissancestil erbaut, erhielt aber 1744 während der Amtszeit des Großministers Pinto eine neue Fassade. Heute dient sie als Amtssitz des Premierministers von Malta.
- Auberge d’Italie (1574) an der Ecke Merchant Street / South Street war der Palazzo der „Ritter der italienischen Zunge“,
- St. Paul’s Shipwreck Church, wurde 1629 nach Plänen Lornzo Gafas umgestaltet
- Kirche St. Katharina von Italien am Anfang der Merchand Street war die Kirche der „Ritter italienischer Zunge“.
- Auberge de Provence war eine der drei Auberges der französischen Ritter.
- St. John’s Co-Cathedral (1573 bis 1577) als Konventskirche des Ordens erbaut und am 20. Februar 1573 als Konventskirche dem heiligen Johannes dem Täufer geweiht. Es ist eine schlichte, etwas streng wirkende Kirche, die fast unscheinbar wirkt. Bis die Innenausstattung fertiggestellt wurde, vergingen aber beinahe hundert Jahre.
- Großmeisterpalast (1570 bis 1580)
- im Zweiten Weltkrieg zerstörter Vorgängerbau von 1570 der Karmeliterkirche

Außerhalb Vallettas baute er:
- Augustinerkirche und Augustinerkloster
- Capuchin-Kloster in Rabat (Malta)
- Verdala Palace auf dem höchsten Punkt der Insel